# Izabo
Izabo est un groupe de rock israélien formé en 1989 et dissous en 2016. Leur style musical est varié, allant du rock indépendant , de la disco et de la musique du Moyen-Orient. Dirigé par le guitariste et producteur Ran Shem Tov et Tamir Muscat, Isabu intègre le style psychédélique des années 1960 et des éléments de la musique arabe. Le nom du groupe est tiré d'un personnage du film Ladyhawke, joué par Michelle Pfeiffer. 

## Biographie

### 1989: Fondation
Izabo a été fondée à Petah Tikva en 1989. Leur composition initiale était composée de Ran Shem Tov, Shiri Hadar, Nir Graf et Tamir Muskat .

### 1994: Premier albumMovie Maker
En 1994, ils ont sorti leur premier album intitulé Movie Maker avec trois singles. Cet album est souvent omis de la chronologie d'Izabo et ses chansons ne sont jamais jouées en concert live.
La composition du groupe a changé après la sortie de l'album et de nouveau en 1997, avec la formation finale, qui est restée pendant 19 ans, composée des fondateurs Shem Tov et Hadar, ainsi que Jonathan Levy et Nir Mantzur.

### 2003: Deuxième albumThe Fun Makers
Leur deuxième album, The Fun Makers , est sorti fin 2003 en Israël (en janvier 2005 au Benelux) et a reçu des éloges très positifs de la critique, les chansons "Morning Hero" et "Cook Me" remportant un grand succès radiophonique en Israël. Quelques mois plus tard, Izabo a signé avec Sony BMG , à travers lequel ils ont sorti leur premier album britannique, The Morning Hero EP. La sortie était accompagnée d'une tournée de concerts au cours de laquelle Izabo s'est produit en Angleterre, en Écosse et aux Pays-Bas.
Izabo a collaboré avec une grande variété d'artistes, sur scène et en studio, du chanteur-compositeur-interprète Ahuva Ozeri au chorégraphe Ohad Naharin .
La collaboration d'Izabo avec Shotei Hanevuah a produit le single "Hu", qui a remporté le prix de la "chanson de l'année" de Music 24 .
2004 est une année faste : succès du single « Morning Hero » et prise en main par le producteur anglais Mike Hedges (qui a participé au lancement de U2 et de Cure). Ils enregistrent « The Morning Hero » sur le label BMG UK.
En 2006 ils se produisent aux Transmusicales de Rennes. L'année suivante, sort un nouvel album en France, The Fun Makers, suivi d'une tournée dans l'Hexagone.

### 2008: Troisième album,Super Light
En juillet 2008, sort un nouvel album, Super Light.
Début février 2012, il a été révélé qu'Izabo avait été choisi par un groupe d'experts des communications de masse et de l'industrie musicale pour représenter Israël au Concours Eurovision de la chanson 2012 à Bakou , en Azerbaïdjan . La chanson, Time , a des vers en anglais et des chœurs en hébreu . Cependant, ils n'ont pas réussi à passer la demi-finale. Le 1er mars 2012, ils sont choisis pour représenter Israël au Concours Eurovision de la chanson 2012 à Bakou, en Azerbaïdjan avec la chanson Time ("Temps"),,. 
Le 26 mars 2012, Izabo a sorti un EP intitulé Summer Shade . L'EP comprenait les singles de 2012 "Summer Shade", "On My Way" et "I Like It", les derniers singles du groupe sous le nom d'Izabo.

### 2012: Quatrième albumLife Is on My Side
Le 21 mai 2012, ils sortent l'album Life Is on My Side au Royaume-Uni, via 100% Records.
En 2016, Nir Mantzur et Jonathan Levy ont quitté le groupe, et le groupe a changé de nom pour Cherie et Renno,.

## Style musical
« Du rock psychédélique au disco, en passant par les rythmes punk et les vibes arabisantes, la musique d'Izabo est un savant mélange de Led Zeppelin, des Talking Heads et Um Kalsoum ! Avec un chant percutant, des guitares planantes et une puissante ligne de basse disco funk, le groupe offre des prestations enivrantes et vitaminées au fort accent méditerranéen,. ». 

## Discographie

### Fun Makers, Labeleh, Roy Music2003
1. Morning Hero
2. I'm On You
3. Kisses
4. Fun Makers
5. Play With Me
6. Sky
7. Cook Me
8. Flower Power
9. Tide And Sea
10. Onion Tears
11. Undo Song
12. Dream On

### Super Light,Roy Music, 2008
1. Slow Disco
2. Tomorrow
3. Shawarma Hunters
4. Blind
5. Super Light
6. Star
7. Confusion
8. Top of the Line
9. Could Be Wrong
10. Only Only
11. Boom Boom Boom
12. Are We Good